# 7970 Ліхтенберґ
7970 Ліхтенберґ (7970 Lichtenberg) — астероїд головного поясу, відкритий 24 вересня 1960 року.
Тіссеранів параметр щодо Юпітера — 3,382.